# MAXSport
MAXSport je sportski televizijski program koji je počeo emitirati svoj prvi program u 1. srpnja 2022. godine. Prvi prijenos bila je nogometna utakmica Hrvatskog nogometnog superkupa između Dinama i Hajduka 9. srpnja 2022. godine.
U Hrvatskoj, MAXSport se emitira preko HT-ovih usluga MAXtv (pozicija 12 i 400), EVOtv i Iskon.TV.
Najvažniji sadržaj kanala su prijenosi utakmica Hrvatske nogometne lige, Prve nogometne lige, Hrvatskog nogometnog superkupa, europskih kvalifikacijskih utakmica hrvatskih klubova u UEFA natjecanjima, mlađih uzrasta (U-21, U-19 i U-17) Hrvatske nogometne reprezentacije, Prve hrvatske malonogometne lige za muškarce, Hrvatskog kupa u futsalu za muškarce i žene, hrvatske košarkaške Premijer lige, rukometne Premijer lige i Prve hrvatske rukometne lige za žene i profesionalne lige američkog nogometa European League of Football. 
13. rujna 2024. godine MAXSport predstavlja je svoj novi vizualni identitet.
U svibnju 2025. godine zbog završnice prvenstva i prijenosa četiri utakmice u istom terminu, MAXSport pokreće još tri kanala: MAXSport 3, 4 i 5.
Vlasnik kanala MAXSport je Hrvatski Telekom, odnosno Deutsche Telekom Europe B.V. s 52,17 % te ostali vlasnici 47,83 % vlasništva.

## Djelatnici i suradnici
| Ime i prezime     | Uloga                 |
| ----------------- | --------------------- |
| Valentina Miletić | voditeljica           |
| Anđelko Kecman    | komentator i voditelj |
| Ivan Ljubić       | komentator i voditelj |
| Mateo Pukšar      | komentator i voditelj |
| Andrija Cmrečnjak | komentator i voditelj |
| Saša Marić        | komentator            |
| Matko Mihaljević  | komentator            |
| Joško Jeličić     | stručni analitičar    |
| Hrvoje Vejić      | stručni analitičar    |
| Ivan Kelava       | stručni analitičar    |
| Damir Skomina     | sudački analitičar    |

## Vanjske poveznice
- Televizijski raspored kanala MaxSport 1  Arhivirana inačica izvorne stranice od 7. prosinca 2023. (Wayback Machine)
- Televizijski raspored kanala MaxSport 2  Arhivirana inačica izvorne stranice od 7. prosinca 2023. (Wayback Machine)